# Rybník Jíkavec
Přírodní památka Rybník Jíkavec je menší vodní plocha rozkládající se nedaleko obce Ostružno, na katastrálním území obce Ohařice. Do chráněného území spadá kromě rybníka Jíkavec i rybník U Sv. Trojice. Předmětem ochrany jsou vlhké louky s výskytem vzácných rostlin a živočichů. Oba rybníky jsou napájeny potokem Velký Porák a jsou též součástí větší soustavy osmi Ostruženských rybníků.

## Květena
V blízkosti rybníka se nacházejí slatinné louky na kterých se daří vlhkomilným druhům. Mezi ně patří suchopýr úzkolistý (Eriophorum angustifolium), svízel severní (Galium boreale), žluťucha lesklá (Thalictrum lucidum), kozlík dvoudomý (Valeriana dioica), violka bahenní (Viola palustris).

## Využití
Rybník Jíkavec leží v těsném sousedství rekreačního areálu Sklář Ostružno u Prachovských skal, které vzniklo v druhé polovině 20. století. Na rybníku je provozováno rybářské hospodářství. Kolem rybníka vedou žlutá a červená turistická trasa.

## Galerie

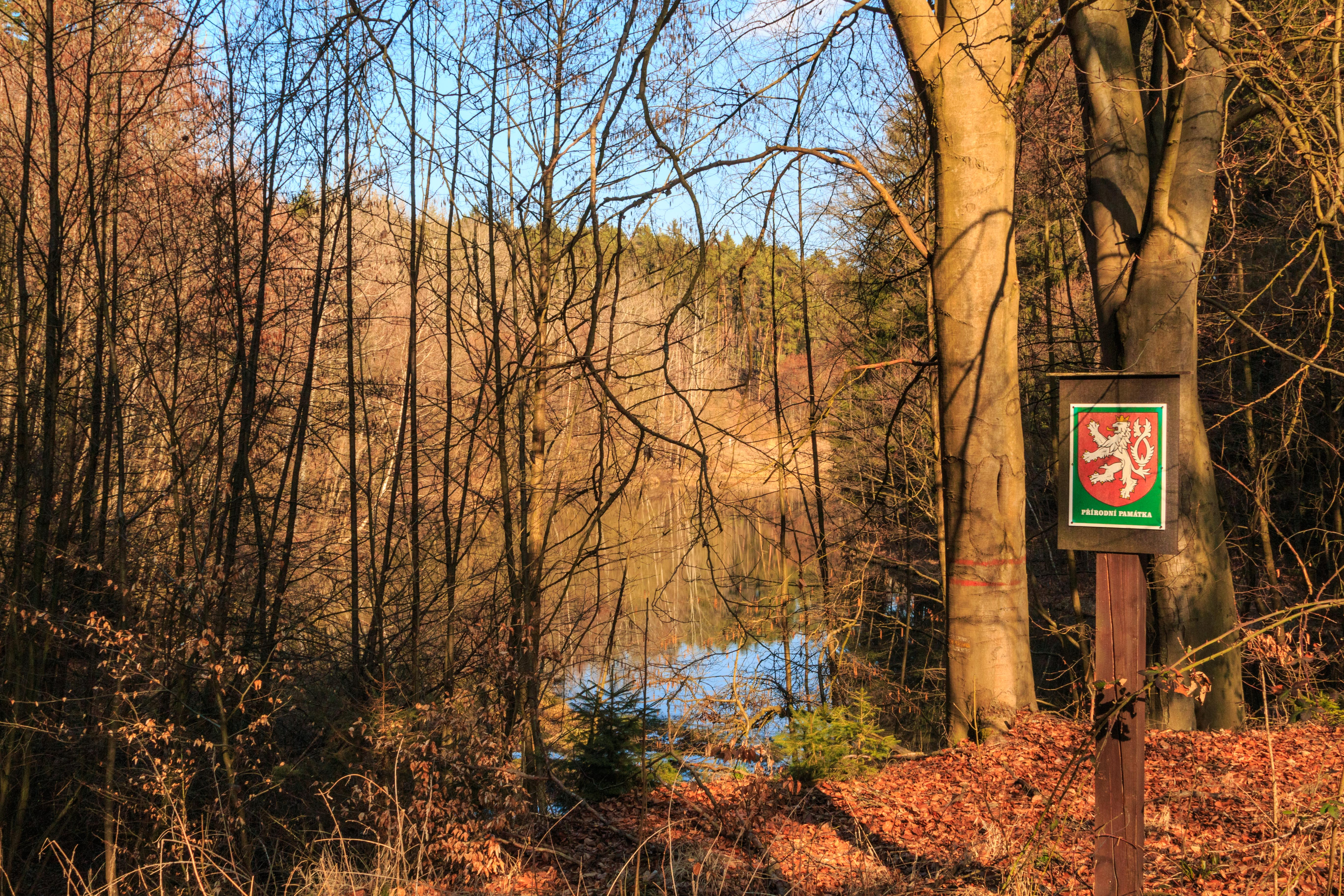
Rybník U svaté Trojice
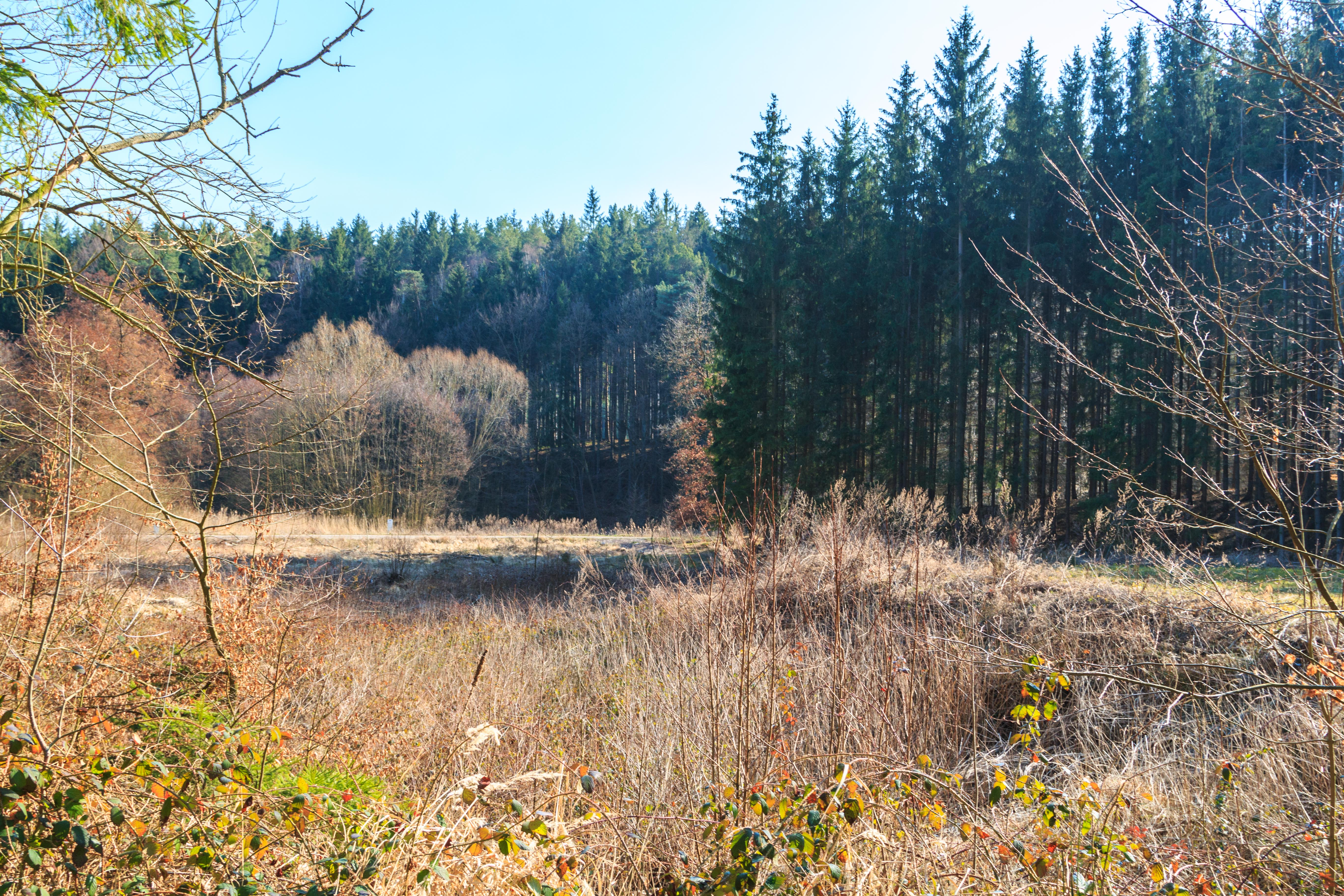
Rybník U svaté Trojice
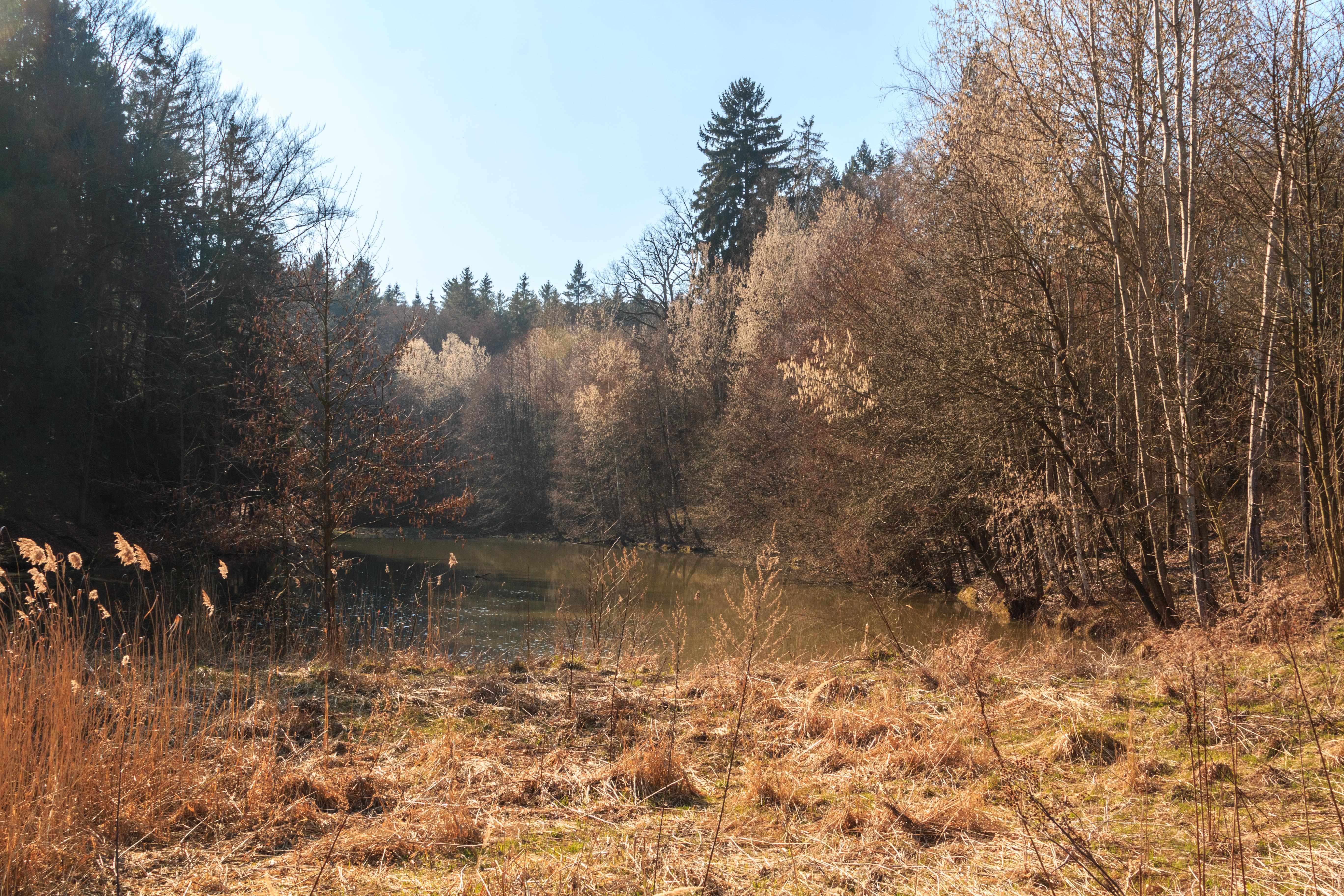
Rybník U svaté Trojice
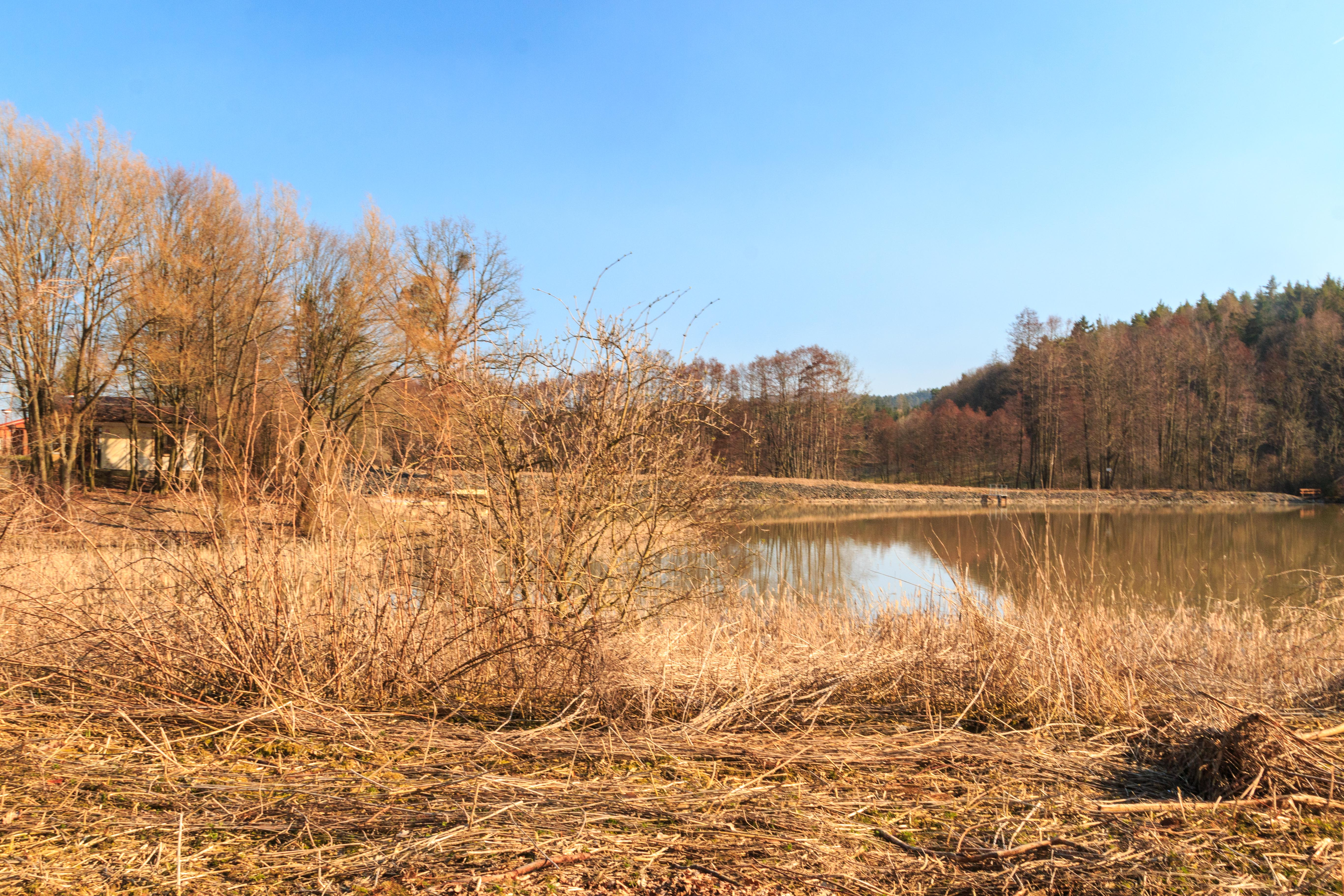
Rybník Jíkavec